# 霍瓦特·拉斯洛
霍瓦特·拉斯洛（匈牙利語：Horváth László，1946年4月21日—2025年7月3日），匈牙利男子现代五项运动员。他曾代表匈牙利参加1980年夏季奥林匹克运动会现代五项比赛，获得一枚银牌。